# Tibor Bártfay
Tibor Bártfay (12. května 1922, Nitra, Československo – 3. října 2015, Bratislava, Slovensko) byl slovenský sochař, syn sochaře Júlia Bártfaye.
Jde o žáka Karla Pokorného, který stylově směřuje od realizmu ke znakovému symbolu. Prostřednictvím dobově
aktuální výpovědi založené na vypjaté obsahové komunistické angažovanosti a pevné realistické formě se stal jedním z těch sochařů,
kteří vytvářeli důležité stupně v nové tradici memoriální plastiky socializmu, odkrývání jejích nových socialistických společenských funkcí. Druhově i tematicky mnohostranná tvorba zahrnuje portréty (Ľudovít Štúr, Klement Gottwald), komorní, volnou a architektonickou plastiku s historickými (pomník obětem z koncentračního tábora v Mauthausenu atd.) a sportovními náměty a hlavně monumentální pomníková sousoší sloužící socialistickému režimu na prosazovaní své ideologie. Jde o autora známé Fontány míru na Hodžově náměstí v Bratislavě. Je též autorem fontány Radost ze života (1979, Prezidentská zahrada).
Stal se i autorem sousoší stalinisty Klementa Gottwalda na dnešním náměstí Slobody v Bratislavě. Po sametové revoluci v roce 1989 bylo toto dílo z veřejného prostoru odstraněno. Gottwaldovská tematika i v období intenzivní přípravy a realizace kolektivního díla na památník aktuálně přetrvávala i v jeho individuální umělecké aktivitě. Studie Gottwaldovy podobizny přerostly do interiérové soustavy pylonové stavby nazvané Šest únorových dní pro Muzeum SNB a vojska Ministerstva vnitra v Praze.

## Galerie

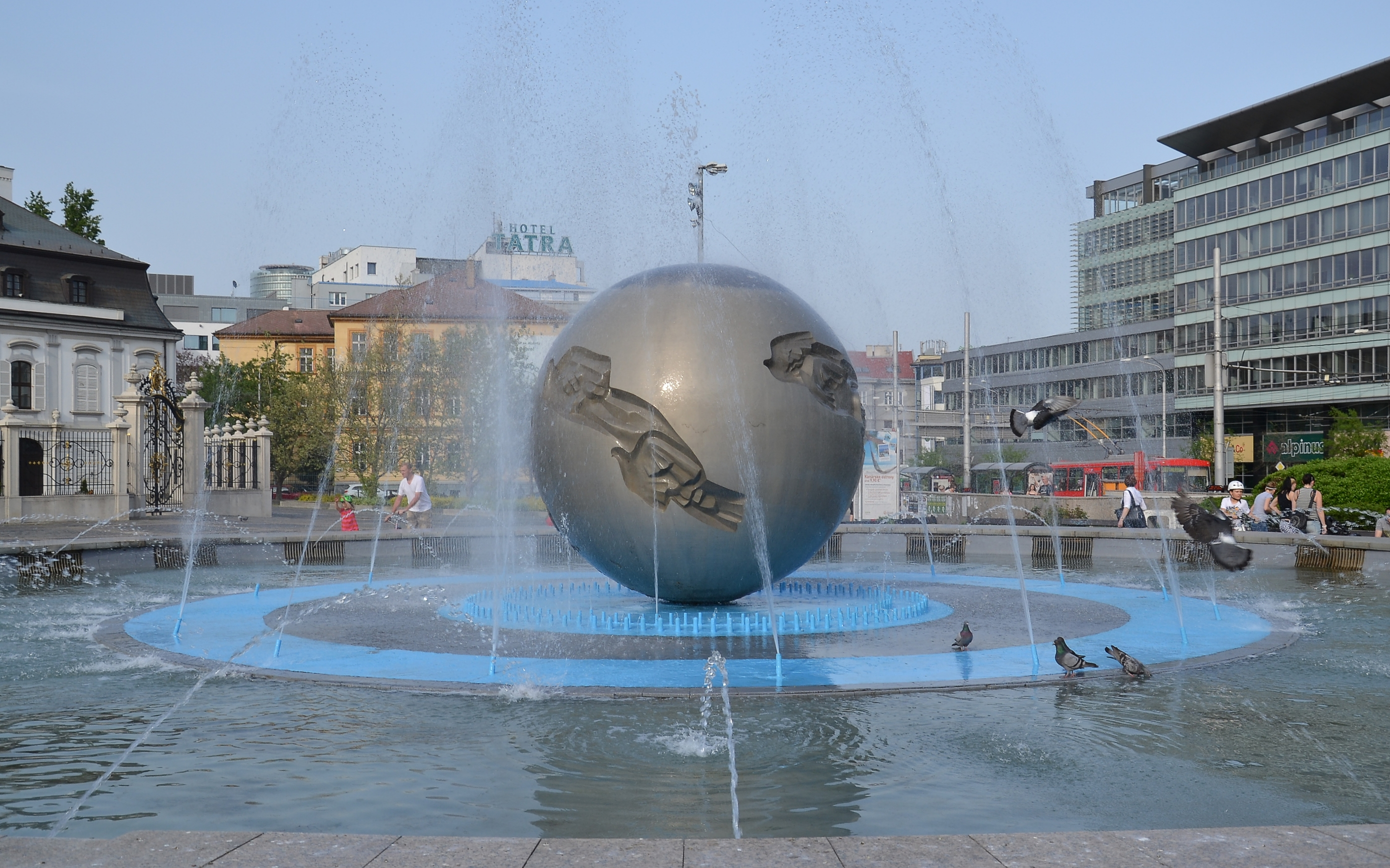
Fontána míru před Gasalkovičovým prezidentským palácem
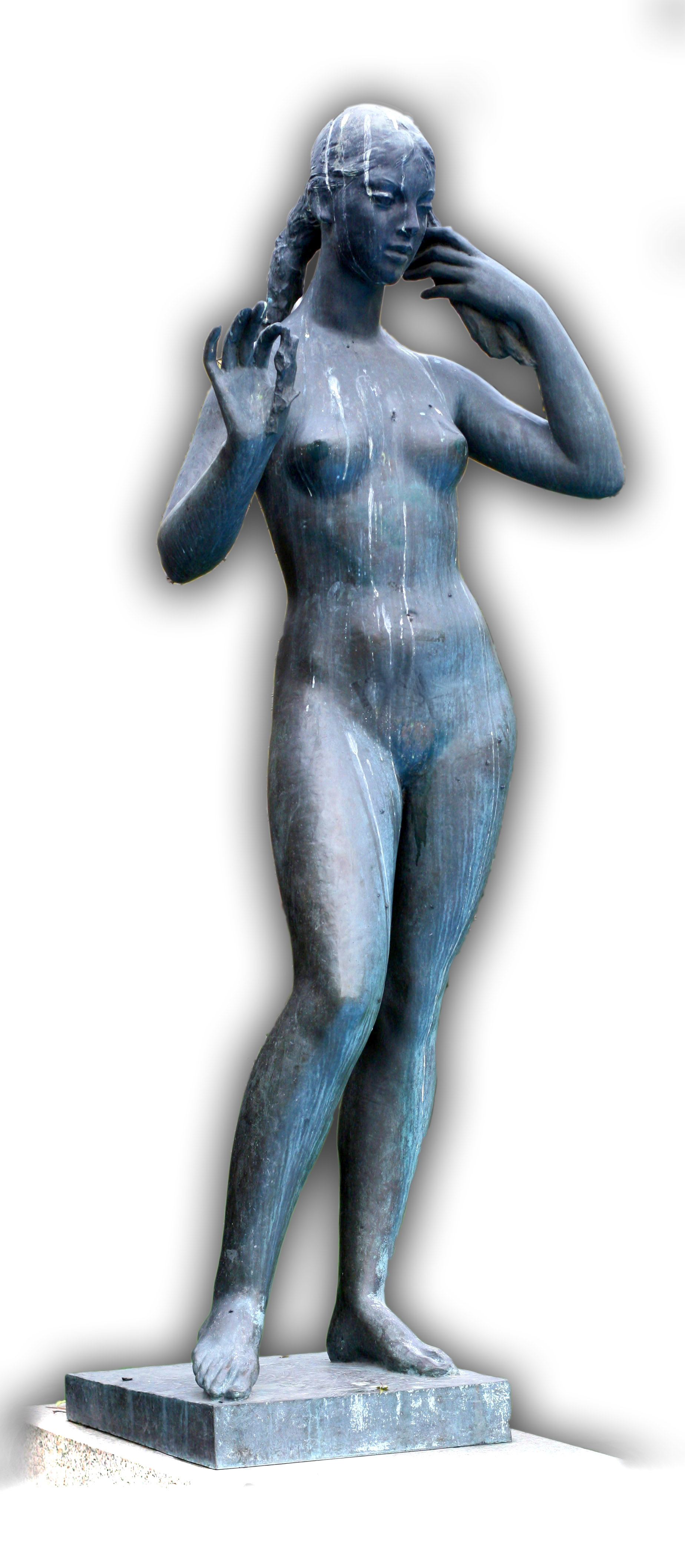
Venuše v Štúrově ulici
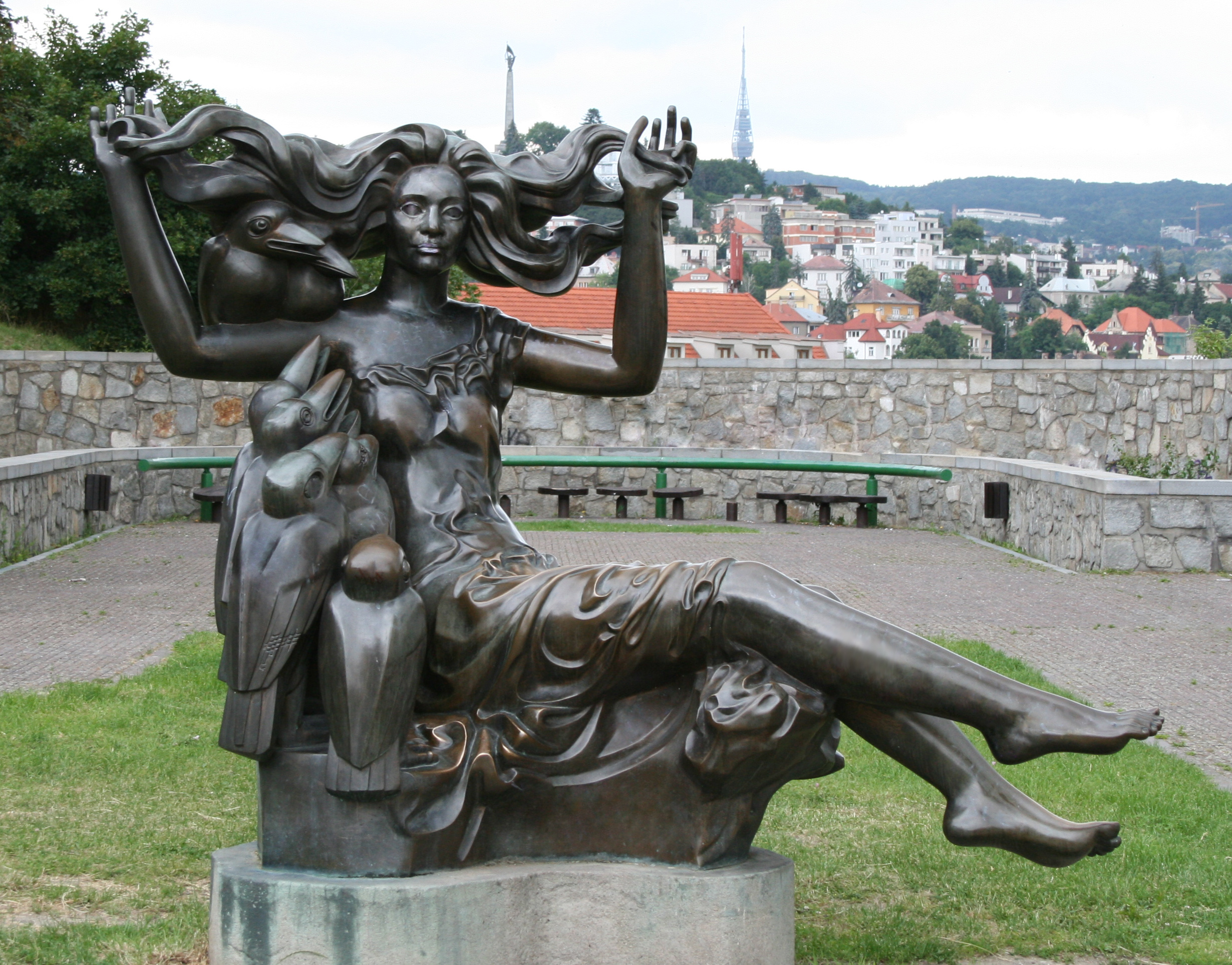
Čarodějnice pod hradem
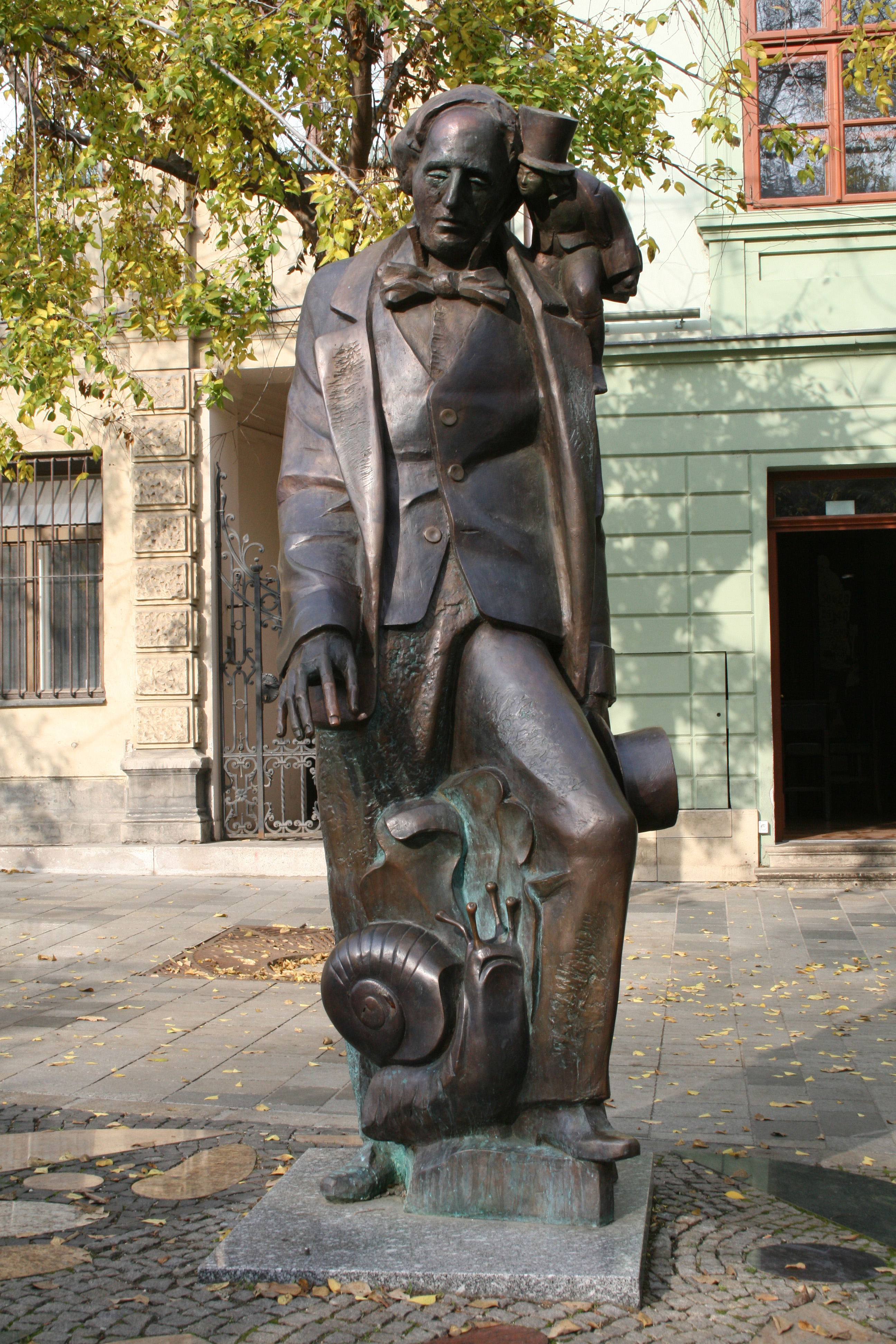
Pohádkář H. Ch. Andersen
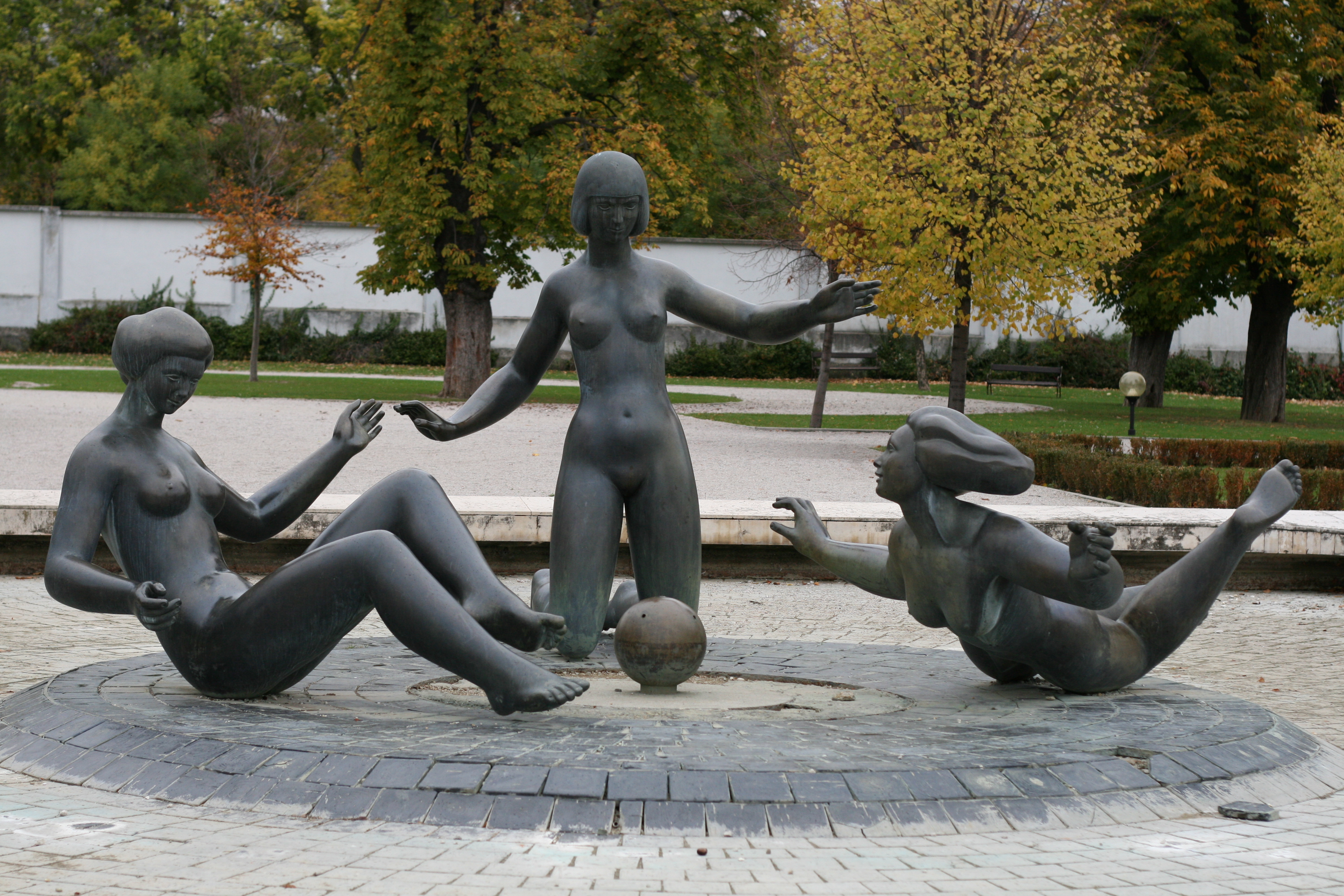
Fontána Radost ze života (1979, Prezidentská zahrada)
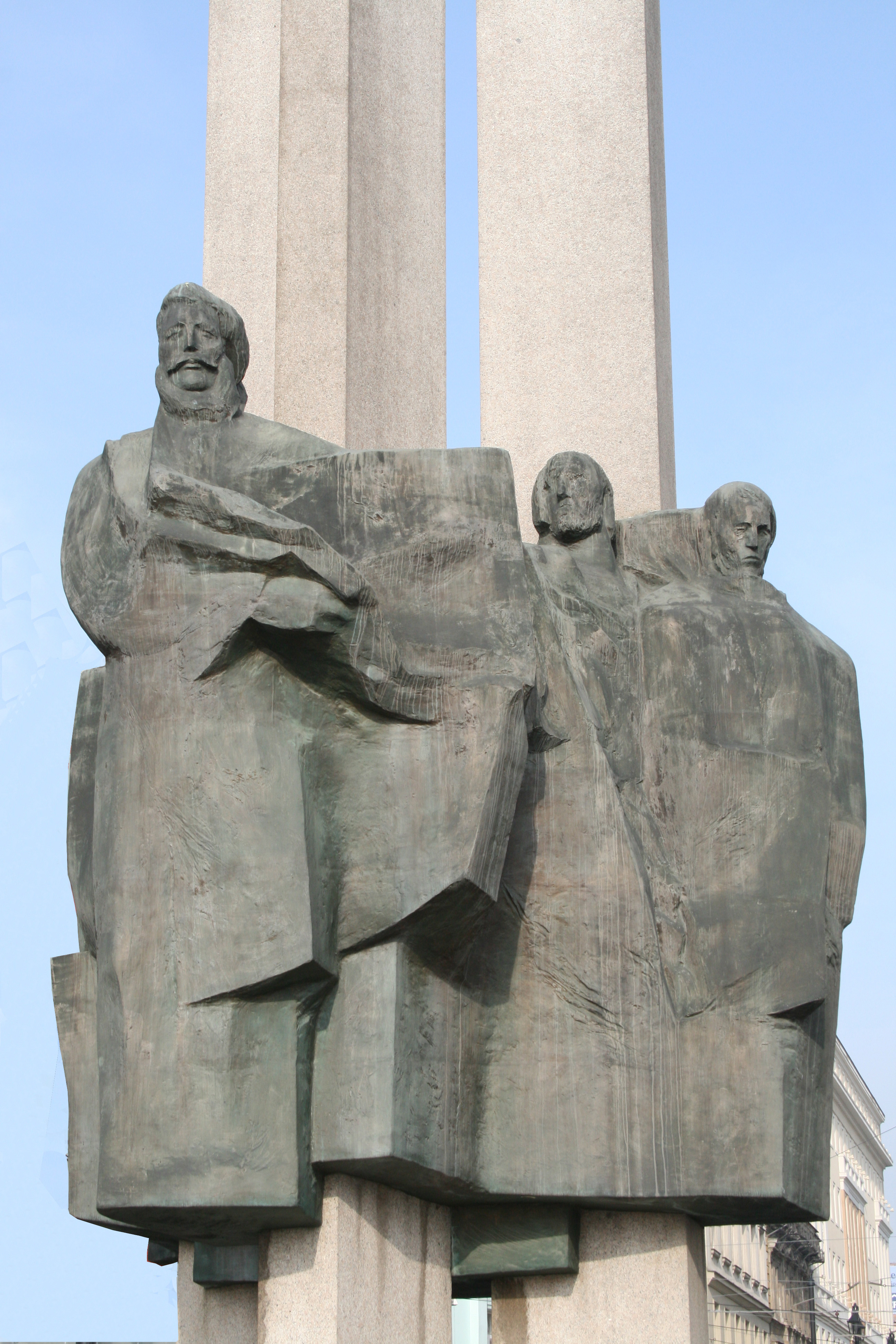
Ľudovít Štúr
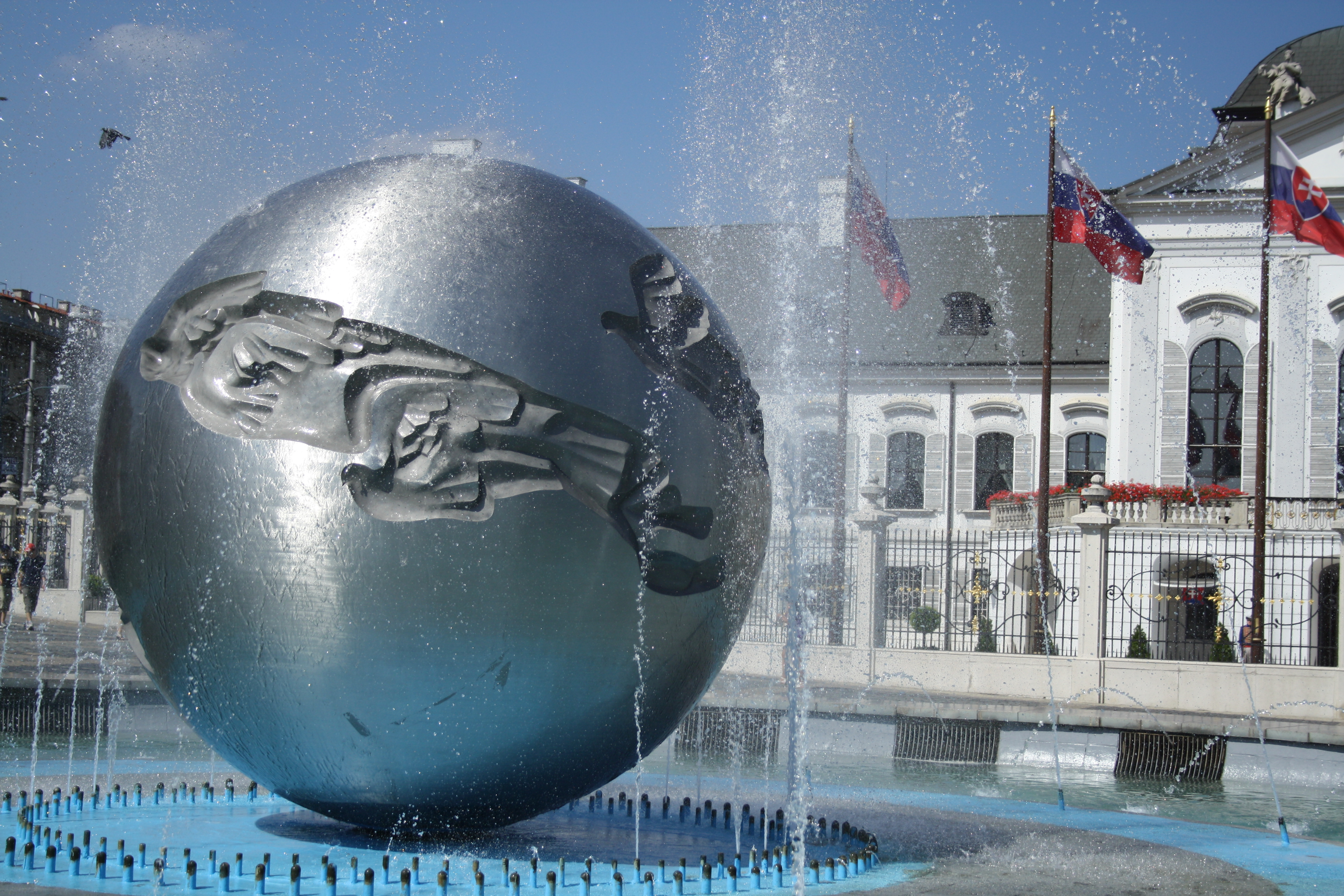
Detail skulptury na Fontáně míru